# Uniwersytet w Nowym Sadzie
Uniwersytet w Nowym Sadzie (serb. Универзитет у Новом Саду) – serbski uniwersytet w Nowym Sadzie, drugi pod względem wielkości w kraju (ma ponad 43 tys. studentów). Został założony w 1960 roku.
Obejmuje 14 wydziałów, z których Wydział Techniczny im. Mihajla Pupina znajduje się w Zrenjaninie, Wydział Edukacji – w Somborze, Wydział Ekonomii – w Suboticy, jak również Wydział Nauczycielski w języku węgierskim – w Suboticy.
Pozostałe wydziały znajdują się w Nowym Sadzie: Filozoficzny, Agrobiznesu, Prawa, Technologii, Nauk Technicznych, Lekarski, Akademia Sztuk Pięknych, Budownictwa oraz Wychowania Fizycznego.